# Casa de Portugal
Der Clube Desportivo Casa de Portugal em Macau (chinesisch 澳門葡人之家體育協會), auch als Casa de Portugal bekannt, ist ein macauischer Fußballverein. Aktuell spielt der Verein in der dritten Liga, der 3ª Divisão de Macaue.

## Geschichte
Der Verein wurde 2001 gegründet. 2014 und 2019 wurde man Meister der zweiten Liga. 2022 stieg der Verein wieder in die zweite Liga ab. Ein Jahr später musste der Verein als Tabellenletzter den Weg in die Drittklassigkeit antreten.

## Stadion
Der Verein trägt seine Heimspiele im 3000 Personen fassenden Lin Fong Sports Centre aus.

## Erfolge
- Macauischer Zweitligameister: 2014, 2019